# Джабаль-Ен-Набі-Шуайб
Джабель-Ен-Набі-Шуайб (араб. جبل النبي شعيب‎) — гора субрегіону Харазі Саравата, розташована в районі Бані Матар, мухафаза Сана, Ємен. Це найвища гора в країні та на Аравійському півострові. Це 62-ша найвища вершина у світі та третя найвища вершина на Близькому Сході. На вершині дуже сильний вітер. Схили гори усипані безліччю поселень. Як правило, такі поселення становлять собою групу з кількох кам'яних будинків.

## Назва
Гора названа на честь пророка, на ім'я Шуʿайб ібн Махдам ібн Зі-Махдам аль-Ḥaḍūrī (شُعَيْب ابْن مَهْدَم ابْن ذِي مَهْدَم ٱلْحَضُ وْرِي). На думку ісламських вчених, він відрізняється від Шуайба з Мідіяну. За словами Аль-Хамдані, його відправили до людей Міхлафа Хадхура, але вони вбили його, і Бог послав Бахта Насра, який знищив їхнє місто. Місцеві вважають, що його могила знаходиться на горі. Гору також називають Джабаль-Хадхур, оскільки вона розташована в регіоні Міхлаф-Хадхур.

## Опис
Висота гори становить 3666 метрів. Хоча часто повідомляється, що його висота становить 3760 метрів, це не підтверджується даними SRTM або більш пізніми картографічними джерелами. Гора розташована поблизу столиці Ємену міста Сана і піднімається приблизно на 1500—1600 м. Західна сторона гори блокує дощові хмари, ефект дощової тіні робить цю сторону відносно родючою. На вершині гори знаходиться військовий пост з радаром, а також нібито святиня Шуайба.

### Скелелазіння
Хоча вершина не вкрита снігом, як її аналоги в північному Лівані та Сирії, надходили повідомлення про сніг на вершині та мороз взимку. Швидкість вітру на вершині дуже висока. У квітні 2019 року Ахмад Зейн Аль-Яфей, офіцер служби безпеки ОАЕ з Дубая, заявив, що піднявся на гору за 69 годин, розгорнувши прапор дубайської поліції на вершині.

### Геологія
Гора є помітною частиною третинної вулканічної серії, яка будує великі частини Єменського нагір'я. Його породи були відібрані, проаналізовані та детально вивчені німецьким мінералогом Дітером Р. Фуксом. Він детально розробив геохімію та петрогенетичні властивості та розробив тезу про формування цієї геологічної серії.